# Mesoxaea texana
Mesoxaea texana là một loài Hymenoptera trong họ Andrenidae. Loài này được Friese mô tả khoa học năm 1898.